# Mr. Mayor
Mr. Mayor (en español Sr. Alcalde) es una serie de televisión de comedia de situación estadounidense creada y escrita por Tina Fey y Robert Carlock para NBC. La serie está protagonizada por Ted Danson, Bobby Moynihan y Holly Hunter, y se estrenó el 7 de enero de 2021. Se incluyó un primer vistazo de la serie como promoción en el lanzamiento de «30 Rock: A One-Time Special» el 16 de julio de 2020 en Peacock. En marzo de 2021, la serie fue renovada para una segunda temporada.
En mayo de 2022, la serie fue cancelada tras dos temporadas.

## Sinopsis
Mr. Mayor mostrará la vida de Neil Bremer, un rico hombre de negocios, interpretado por Ted Danson, que se presenta a alcalde de Los Ángeles. «por todas las razones equivocadas. Una vez que gana tiene que averiguar lo que representa, ganarse el respeto de su personal, y conectar con su hija adolescente, todo mientras controla la población de coyotes».

## Elenco

### Principal
- Ted Danson como el Alcalde Neil Bremer
- Holly Hunter como Arpi Meskimen
- Vella Lovell como Mikaela Shaw
- Mike Cabellon como Tommy Tomás
- Kyla Kenedy como Orly Bremer
- Bobby Moynihan como Jayden Kwapis

### Recurrente
- Rachel Dratch como la Sra. Adams
- Jennifer DeFilippo como Valerie

### Invitado
- Benito Martinez como el Alcalde Delgado
- Andie MacDowell como ella misma
- David Spade como el mismo
- Chrissy Teigen como ella misma
- A.J. Castro como Nestor
- Ani Sava como Daniella
- Josh Sussman como Leslie
- Gabrielle Ruiz como Emily Biyata
- Natalie Morales como Susan Karp

## Episodios

### Temporadas
| Temporada | Temporada | Episodios | Episodios | Emisión original        | Emisión original        |
| Temporada | Temporada | Episodios | Episodios | Primera emisión         | Última emisión          |
| --------- | --------- | --------- | --------- | ----------------------- | ----------------------- |
|           | 1         | 9         | 9         | 7 de enero de 2021      | 25 de febrero de 2021   |
|           | Especial  | Especial  | Especial  | 15 de diciembre de 2021 | 15 de diciembre de 2021 |
|           | 2         | 10        | 10        | 15 de marzo de 2022     | 17 de mayo de 2022      |

### Primera temporada (2021)
| N.º en serie | N.º en temp. | Título                     | Dirigido por      | Escrito por               | Fecha de emisión original | Audiencia (millones) |
| --- | ------------ | -------------------------- | ----------------- | ------------------------- | ------------------------- | -------------------- |
| 1 | 1            | «Pilot»                    | Todd Holland      | Robert Carlock & Tina Fey | 7 de enero de 2021        | 5,04                 |
| El empresario retirado Neil Bremer gana unas elecciones especiales para convertirse en alcalde de Los Ángeles después de que su predecesor sufra un ataque de nervios y se retira. Su inexperiencia como político se pone de manifiesto rápidamente cuando establece la prohibición de las pajitas de plástico, lo que molesta tanto a su hija (a la que acusa de haberle robado la idea para la elección de presidente de su clase) como a la concejala Arpi Meskimen, que no tarda en organizar un movimiento antiprohibición para oponerse a él. Bremer confiesa a Meskimen que se presentó a la alcaldía para demostrarle su valentía a su hija, que lo trata como un viejo inútil. Tras ceder en un principio y retirar la prohibición, Jayden, la asistente de Bremer, le informa de que Meskimen quería presentarse a la alcaldía pero no consiguió entrar en la votación, y Bremer actúa para neutralizar a Meskimen nombrándola su teniente de alcalde, oferta que ella acepta sólo porque espera que fracase y se retire. Al final, Bremer reafirma la prohibición de la paja y se da cuenta de que no va a contentar a todo el mundo, y Orly gana su elección, demostrando un nuevo respeto por su padre. Ambos pronuncian discursos muy inspiradores.                         |              |                            |                   |                           |                           |                      |
| 2 | 2            | «Mayor's Day Out»          | Christine Gernon  | Robert Carlock            | 7 de enero de 2021        | 4,41                 |
| Bremer se siente abrumado por las cosas inútiles que tiene que hacer, así que llama a Mikaela y le dice que no estará en la oficina y que la pone a ella a cargo. También le advierte que tenga cuidado con Arpi y que la vigile para asegurarse de que no hace nada a escondidas. Mientras tanto, Orly vuelve a enfadarse con Bremer por no dejarla consumir drogas a pesar de que antes apoyaba una tienda de cannabis. Bremer se avergüenza ante la cámara y Jayden y Tommy se asustan. Mientras conduce, Tommy se da cuenta de que la foto de Bremer es ahora un meme y que Bremer estaba drogado con cannabis mientras se la tomaban. Arpi y Mikaela visitan a varias personas del gobierno del arroyo para buscar la cinta y finalmente consiguen la firma de Bremer en una proclamación. Bremer, aún drogado, corta la cinta durante la inauguración de un centro comunitario y golpea a una mascota tras pensar que era un monstruo. Bremer se avergüenza un poco más y Arpi revela que sabía que Mikaela la estaba «cuidando» todo el tiempo. Arpi le dice a Bremer que utilizó a Mikaela para aprobar una nueva ley con la que estaba en contra. |              |                            |                   |                           |                           |                      |
| 3 | 3            | «Brentwood Trash»          | Christine Gernon  | Sam Means                 | 14 de enero de 2021       | 3,73                 |
| Se va a construir una nueva instalación de reciclaje en Los Ángeles y en la zona de Brentwood, lo que agrava a los residentes ricos. Bremer se ve obligado a asistir a un ayuntamiento donde los residentes pueden expresar sus preocupaciones. Arpi le acompaña porque se alegra de que los arrogantes residentes sean castigados con esto. En el ayuntamiento, Bremer es persuadido por Andie MacDowell, de la que está enamorado, para que traslade las instalaciones fuera de Brentwood, pero al final Arpi le convence de que mantenga las instalaciones donde están. Mientras tanto, después de darse cuenta de que están reciclando discursos, Jayden es encargado de contratar a un escritor de discursos, pero está en conflicto sobre si contratar a un candidato realmente calificado o a un candidato que comparte sus amores y creencias y del que se ha hecho amigo. Jayden acaba sacrificando su amistad y contratando al candidato cualificado. Orly acude a Mikaela con problemas escolares, pero acaba convenciendo a Mikaela de que su propia vida se parece mucho a la de un estudiante de secundaria. Al principio Mikaela se enfada al darse cuenta, pero luego llega a aceptarlo y ella y Orly se hacen amigas.                                                    |              |                            |                   |                           |                           |                      |
| 4 | 4            | «The Sac»                  | Anya Adams        | Tina Fey                  | 21 de enero de 2021       | 3,18                 |
| Arpi se alegra de ir a Sacramento (California), con Jayden para apoyar una iniciativa contra las perforaciones. Bremer se entera de que Orly ha sido suspendida por ciberacoso a un profesor y se apresura a ir a la escuela para asistir a una reunión con la Sra. Adams, la profesora acosada, y Orly. Bremer convence a la Sra. Adams para que no suspenda a Orly. Durante el viaje en auto a Sacramento, Jayden intenta romper el hielo y mantener una conversación amistosa, pero fracasa estrepitosamente. Tommy hackea la cuenta secreta de Instagram de Orly para poder ver lo que realmente publica y crean una cuenta falsa propia para espiarla. Jayden se da cuenta de que Arpi piensa que estaba coqueteando con ella pero Arpi le dice que no está interesada en él. Mikaela se entera de la cuenta falsa e incita a Bremer a que se relacione con Orly de otra manera. Mientras cena con Orly, Bremer piensa que ella le ha mentido, así que corre a su casa para ver cómo está, donde Mikaela ya le ha dicho la verdad sobre la cuenta falsa de Instagram. Arpi y Jayden se reconcilian y se hacen amigos después de que Jayden salve a Arpi de su mayor temor y Bremer deje que Orly se quede hasta tarde viendo la televisión con él.                                   |              |                            |                   |                           |                           |                      |
| 5 | 5            | «Dodger Day»               | Maggie Carey      | Meredith Scardino         | 28 de enero de 2021       | 3,28                 |
| El equipo de béisbol de Los Ángeles le pide a Bremer que haga el primer lanzamiento y, aunque le aconsejan que no acepte, accede con entusiasmo a hacerlo. Tommy intenta hacerse una nueva foto de carné para impresionar a un guardia de seguridad del edificio, y Tommy convence a Mikaela de que nunca encontrarán pareja. Se acercan a la mujer que hace las fotos de carné, y ella expresa su odio porque nadie la reconoce. Aunque Arpi le advierte que no estará lo suficientemente en forma como para lanzar el primer lanzamiento en el partido de béisbol, Bremer sigue ejercitándose, y Arpi le encuentra habiendo tirado la espalda. Arpi entrena a Bremer con métodos anticonstitucionales hasta que está en forma. Bremer honra a Daniela, la señora del DNI, entregándole un certificado de 30 años de trabajo, pero mientras ella está fuera de su oficina, Mikaela le saca la foto a Tommy. Después de un brote de piojos que se remonta a los cascos de bicicleta de Bremer, Mikaela convence a éste para que lance un terrible lanzamiento para distraer a la gente. Bremer golpea a Jayden con la pelota, avergonzándolo pero haciendo felices a todos los demás. |              |                            |                   |                           |                           |                      |
| 6 | 6            | «Respect in the Workplace» | Tristram Shapeero | Tina Fey                  | 4 de febrero de 2021      | 3,08                 |
| Jayden empieza mal el día, pero empieza a animarse cuando se da cuenta de que es el Día del Camión de Comida, cuando los camiones de comida de toda la ciudad visitan el Ayuntamiento y venden sus comidas. Tommy y Mikaela le apoyan, pero le recuerdan que tienen la reunión anual de Respeto en el Trabajo. Todo el mundo piensa que es un aburrimiento, excepto Bremer, que acumula una serie de preguntas absurdas a la líder de la reunión, Susan. Mientras hace la prueba, Bremer se convence de que ella se siente atraída por él, y él, con cierta torpeza, intenta devolverle el coqueteo. Todos, excepto Jayden, obtienen buenos resultados en la prueba, pero la líder revela que las puntuaciones más bajas son las mejores. Tommy, Mikaela, Bremer y Arpi se quedan para repasar el examen, y siguen molestando a Susan con respuestas descabelladas, y al final la cosa se convierte en una pelea de todo el grupo, que empeora cuando ven que Jayden deja caer toda su comida. Jayden vuelve, y ellos arremeten contra él. Para empeorar las cosas, Bremer le pide a Susan una cita y ella lo rechaza. Arpi golpea accidentalmente a Susan, luego a Jayden, y todos se dispersan. La mujer de Susan la acompaña a casa y los protagonistas resuelven sus discusiones.     |              |                            |                   |                           |                           |                      |
| 7 | 7            | «Avocado Crisis»           | Tristram Shapeero | Matt Whitaker             | 11 de febrero de 2021     | 2,75                 |
| Hay una pelea en la tienda de comestibles por los dos últimos aguacates de la ciudad. Jayden informa más tarde a Bremer de que la escasez de aguacates está provocando una crisis en la ciudad. Mikaela llega al trabajo después de no haber dormido en toda la noche teniendo que revisar una carpeta muy aburrida con Arpi. Un agricultor local llamado Adolphus Hass llega a Bremer con una idea que gira en torno a que la ciudad le dé dinero para que pueda cultivar más aguacates, y Mikaela se da cuenta de que no todo el mundo en la oficina la ve como una figura de autoridad después de dormir durante la presentación de Arpi. Mikaela hace que Arpi profundice esa noche por teléfono para que ella pueda irse a dormir. Bremer se niega a dejar que Adolfo se salga con la suya, pero recibe duras críticas cuando intenta encontrar su propia solución. Finalmente cede, pero no funciona y se va con Jayden tras darse cuenta de que algo va mal. Arpi se da cuenta de que Mikaela se ha quedado dormida durante su presentación, pero lo arreglan todo. Jayden y Bremer van a un bar local para conseguir ayuda, pero un camionero les revela un terrible secreto: Adolphus estaba acumulando todos sus aguacates. Le hacen soltarlos y Bremer felicita a su personal. |              |                            |                   |                           |                           |                      |
| 8 | 8            | «Hearts Before Parts»      | Jaffar Mahmood    | Amina Munir               | 18 de febrero de 2021     | 2,75                 |
| Neil deja a Orly en una fiesta de pijamas mixta, y Orly siente que exagera cuando se entera. Esa noche, Jayden y Mikaela ganan un concurso de trivialidades en un restaurante. Al volver a la oficina al día siguiente, se filtra una foto de Neil habiéndose acostado con una mujer llamada Nicole, lo que provoca el pánico en toda la oficina. Arpi y Tommy exigen la revancha, pero el equipo de Jayden gana cada vez que juegan. Cuando Orly se entera de lo de Nicole, llama a Neil y le pide en broma que se reúna con ella. Después de cenar con ella, Orly interroga a Neil, quien le revela que ya ha tenido en secreto aventuras de una noche con mujeres. Mientras tanto, Jayden y Mikaela se regodean con Arpi y Tommy, pero tras una discusión, ambos equipos se separan y deciden ir cada uno por su lado. Nicole rompe con Neil de forma incómoda. Orly ayuda a Neil a establecer adecuadamente una personalidad de citas en línea. En el concurso de trivia, el grupo se da cuenta de que tienen trabajos pendientes que han pospuesto, y se unen mientras lo hacen juntos. Después, Neil se da cuenta de que la palabra «presupuesto» en la portada de su informe está mal escrita, y les pone a trabajar de nuevo.                                                     |              |                            |                   |                           |                           |                      |
| 9 | 9            | «#PalmTreeReform»          | Jaffar Mahmood    | Robert Carlock            | 25 de febrero de 2021     | 2,54                 |
| Bremer es criticado en directo por el exalcalde Delgado. Más tarde, Orly se encuentra con él en el trabajo y le cuenta que la escuela ha cerrado temporalmente después de que un alumno fuera golpeado por la caída de una palmera. Bremer decide tomar la iniciativa al respecto, pero rechaza todas las ridículas y extravagantes ideas de Arpi. Jayden anuncia que va a ser padre, pero los demás sospechan. Cuando Bremer dice que quiere deshacerse de las peligrosas palmeras, recibe más críticas. Mikaela ofrece a Tommy averiguar la situación legal de Jayden y planean meterse con él. Bremer no invita a Arpi a la reunión sobre las palmeras, pero fracasa, así que Orly avisa a Arpi y ella se salva cuando su constante molestia hace que la persona con la que Bremer está discutiendo se rinda y ceda. Cuando Mikaela y Tommy insinúan que Jayden no es el padre, sino la madre, Samanthee revela que eso es cierto pero que pensaba que Jayden sería un padre mejor y más amable que el padre biológico. Arpi y Orly se enteran de que Bremer les ha utilizado y se enfadan, mientras que Tommy y Mikaela son capaces de hacer que Jayden se sienta mejor cuando está triste. Más tarde, Neil, Arpi y Orly ven un vídeo en el que aparecen Neil y Jayden.               |              |                            |                   |                           |                           |                      |

### Especial (2021)
| N.º | Título                               | Dirigido por | Escrito por             | Fecha de emisión original | Audiencia (millones) |
| --- | ------------------------------------ | ------------ | ----------------------- | ------------------------- | -------------------- |
| 10  | «Mr. Mayor's Magical L.A. Christmas» | Kim Nguyen   | Janine Brito & Tina Fey | 15 de diciembre de 2021   | 1,98                 |

### Segunda temporada (2022)
| N.º en serie | N.º en temp. | Título                       | Dirigido por    | Escrito por                                                     | Fecha de emisión original | Audiencia (millones) |
| ------------ | ------------ | ---------------------------- | --------------- | --------------------------------------------------------------- | ------------------------- | -------------------- |
| 11           | 1            | «Move Fast and Break Things» | Maggie Carey    | Tina Fey                                                        | 15 de marzo de 2022       | 2,03                 |
| 12           | 2            | «Mayor Daddy»                | Maggie Carey    | Matt Whitaker                                                   | 22 de marzo de 2022       | 1,85                 |
| 13           | 3            | «Trampage»                   | Brennan Shroff  | Lesley Wake Webster                                             | 29 de marzo de 2022       | 1,83                 |
| 14           | 4            | «The Illusion of Choice»     | Brennan Shroff  | Matt Roller                                                     | 5 de abril de 2022        | 1,68                 |
| 15           | 5            | «Sister Cities»              | Heather Jack    | Jeremy Bronson                                                  | 12 de abril de 2022       | 1,62                 |
| 16           | 6            | «Venus on the Moon»          | Linda Mendoza   | Vanessa Ramos                                                   | 19 de abril de 2022       | 1,68                 |
| 17           | 7            | «Murder in the Old West»     | Jaffar Mahmood  | Guion de: Robert Carlock Historia de: Matt Roller               | 26 de abril de 2022       | 1,70                 |
| 18           | 8            | «Titi B»                     | David Miller    | Lauren Gurganous & Meredith Scardino                            | 3 de mayo de 2022         | 1,59                 |
| 19           | 9            | «The Recall»                 | Natalie Morales | Amina Munir                                                     | 10 de mayo de 2022        | 1,49                 |
| 20           | 10           | «The Debate»                 | Heather Jack    | Guion de: Robert Carlock & Matt Roller Historia de: Matt Roller | 17 de mayo de 2022        | 1,60                 |

## Producción

### Desarrollo
El 18 de julio de 2019, se informó que NBC había ordenado la producción de una comedia creada por Tina Fey y Robert Carlock con 13 episodios, y protagonizada por Ted Danson, quien interpretará a un rico hombre de negocios que se postula para alcalde de Los Ángeles. Originalmente la serie sería un spin-off/continuación de la serie de Fey 30 Rock, y también sería protagonizada por Alec Baldwin repitiendo su papel de 30 Rock de Jack Donaghy, tras su carrera política en Nueva York. Tras un año de negociaciones, Baldwin abandonó el proyecto y fue reemplazado por Danson. Danson se negó a mudarse de su casa de Los Ángeles, y la serie fue reescrita para tener lugar allí. El 11 de mayo de 2020, se anunció que la serie se llamaría Mr. Mayor.
La serie será producida por Tina Fey, Jeff Richmond, Robert Carlock y David Miner. Las compañías de producción involucradas en la serie incluyen a Little Stranger, Bevel Gears, 3 Arts Entertainment y Universal Television. La serie se estrenará el 7 de enero de 2021. El 22 de marzo de 2021, la serie fue renovada para una segunda temporada. El 12 de mayo de 2022, la serie fue cancelada tras dos temporadas.

### Casting
En septiembre de 2019, se anunció que Bobby Moynihan se había unido al elenco de la serie. En noviembre de 2019, se anunció que Holly Hunter se había unido al elenco de la serie. En enero de 2020, se anunció que Vella Lovell se había unido al elenco. En febrero, se anunció que Mike Cabellon se había unido al elenco de la serie. En mayo de 2020, se anunció que Kyla Kenedy se había unido al elenco de la serie.

### Rodaje
El 12 de marzo de 2020, Universal Television ordenó la suspensión de la producción de la serie debido a la pandemia de COVID-19 en los Estados Unidos.

## Recepción

### Respuesta crítica
El sitio web del agregador de reseñas Rotten Tomatoes reportó una tasa de aprobación del 48%, basándose en 31 reseñas con una calificación media de 4,79/10. El consenso crítico dice: «El primer mandato de Mr. Mayor adolece de falta de especificidad, lo que lleva a bromas generales y tramas desviadas; aun así, un Ted Danson siempre simpático y una sensibilidad tonta pueden ser suficientes para algunos espectadores». En Metacritic, tiene una calificación de 53 de 100, basándose en 22 reseñas, indicando «reseñas mixtas o medias».

### Audiencias

#### Temporada 1
| N.º | Título                     | Fecha de emisión      | ÍA (18–49) | Audiencia (millones) | DVR (18–49) | Audiencia DVR (millones) | Total (18–49) | Audiencia total (millones) |
| --- | -------------------------- | --------------------- | ---------- | -------------------- | ----------- | ------------------------ | ------------- | -------------------------- |
| 1   | «Pilot»                    | 7 de enero de 2021    | 0,6        | 5,04                 | 0,3         | 1,55                     | 0,9           | 6,59                       |
| 2   | «Mayor's Day Out»          | 7 de enero de 2021    | 0,6        | 4,41                 | 0,3         | 1,46                     | 0,8           | 5,87                       |
| 3   | «Brentwood Trash»          | 14 de enero de 2021   | 0,5        | 3,73                 | 0,3         | 1,34                     | 0,8           | 5,07                       |
| 4   | «The Sac»                  | 21 de enero de 2021   | 0,5        | 3,18                 | 0,2         | 0,95                     | 0,7           | 4,12                       |
| 5   | «Dodger Day»               | 28 de enero de 2021   | 0,6        | 3,28                 | —           | —                        | —             | —                          |
| 6   | «Respect in the Workplace» | 4 de febrero de 2021  | 0,5        | 3,08                 | 0,2         | 0,79                     | 0,7           | 3,87                       |
| 7   | «Avocado Crisis»           | 11 de febrero de 2021 | 0,5        | 2,75                 | —           | 1,04                     | —             | 3,79                       |
| 8   | «Hearts Before Parts»      | 18 de febrero de 2021 | 0,5        | 2,75                 | 0,2         | 1,03                     | 0,7           | 3,78                       |
| 9   | «#PalmTreeReform»          | 25 de febrero de 2021 | 0,5        | 2,54                 | 0,2         | 0,96                     | 0,7           | 3,50                       |

#### Especial
| N.º | Título                               | Fecha de emisión        | ÍA (18–49) | Audiencia (millones) | DVR (18–49) | Audiencia DVR (millones) | Total (18–49) | Audiencia total (millones) |
| --- | ------------------------------------ | ----------------------- | ---------- | -------------------- | ----------- | ------------------------ | ------------- | -------------------------- |
| 10  | «Mr. Mayor's Magical L.A. Christmas» | 15 de diciembre de 2021 | 0,4        | 1,98                 | —           | —                        | —             | —                          |

#### Temporada 2
| N.º | Título                       | Fecha de emisión    | ÍA (18–49) | Audiencia (millones) | DVR (18–49) | Audiencia DVR (millones) | Total (18–49) | Audiencia total (millones) |
| --- | ---------------------------- | ------------------- | ---------- | -------------------- | ----------- | ------------------------ | ------------- | -------------------------- |
| 1   | «Move Fast and Break Things» | 15 de marzo de 2022 | 0,4        | 2,03                 | 0,1         | 0,72                     | 0,4           | 2,75                       |
| 2   | «Mayor Daddy»                | 22 de marzo de 2022 | 0,3        | 1,85                 | 0,1         | 0,69                     | 0,4           | 2,54                       |
| 3   | «Trampage»                   | 29 de marzo de 2022 | 0,3        | 1,83                 | 0,1         | 0,57                     | 0,4           | 2,41                       |
| 4   | «The Illusion of Choice»     | 5 de abril de 2022  | 0,3        | 1,68                 | 0,1         | 0,58                     | 0,4           | 2,25                       |
| 5   | «Sister Cities»              | 12 de abril de 2022 | 0,3        | 1,62                 | 0,1         | 0,61                     | 0,4           | 2,22                       |
| 6   | «Venus on the Moon»          | 19 de abril de 2022 | 0,3        | 1,68                 | 0,1         | 0,66                     | 0,4           | 2,34                       |
| 7   | «Murder in the Old West»     | 26 de abril de 2022 | 0,3        | 1,70                 | 0,1         | 0,58                     | 0,4           | 2,28                       |
| 8   | «Titi B.»                    | 3 de mayo de 2022   | 0,2        | 1,59                 | —           | —                        | —             | —                          |
| 9   | «The Recall»                 | 10 de mayo de 2022  | 0,3        | 1,49                 | —           | —                        | —             | —                          |
| 10  | «The Debate»                 | 17 de mayo de 2022  | 0,3        | 1,60                 | —           | —                        | —             | —                          |

1. 1 2  Las clasificaciones de Live+7 no estaban disponibles, así que se han utilizado las clasificaciones de Live+3 en su lugar.